# Comté d'Auglaize
Le comté d'Auglaize, en anglais : Auglaize County, est un des 88 comtés de l'État de l'Ohio, aux États-Unis.
Son siège est fixé à Wapakoneta.
Le comté doit son nom à la rivière Auglaize.

## Subdivisions administratives

### Villes
- Saint Marys
- Wapakoneta (siège du comté)

### Villages
- Buckland
- Cridersville
- Minster (partiellement)
- New Bremen
- New Knoxville
- Waynesfield

### Cantons civils
- Clay
- Duchouquet
- German
- Goshen
- Jackson
- Logan
- Moulton
- Noble
- Pusheta
- Saint Marys
- Salem
- Union
- Washington
- Wayne

### Secteurs statistiques

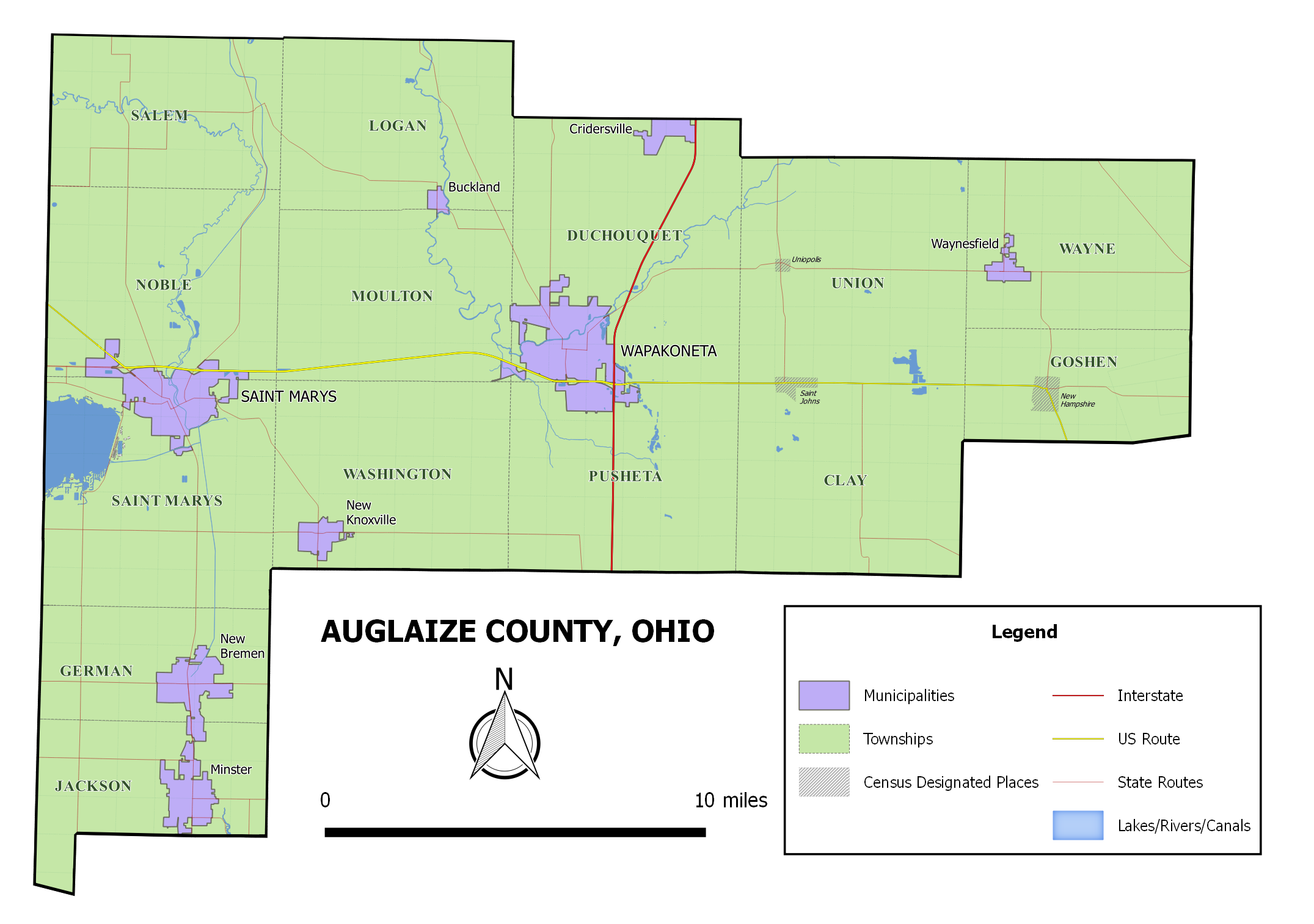
Carte des municipalités et subdivisions du comté d'Auglaize

- New Hampshire
- Saint Johns
- Uniopolis

### Autres divisions non constituées
- Bulkhead
- Egypt
- Fryburg
- Geyer
- Glynwood
- Gutman
- Holden
- Kossuth
- Lock Two
- Moulton
- Santa Fe
- Slater
- Villa Nova